# Crista galli

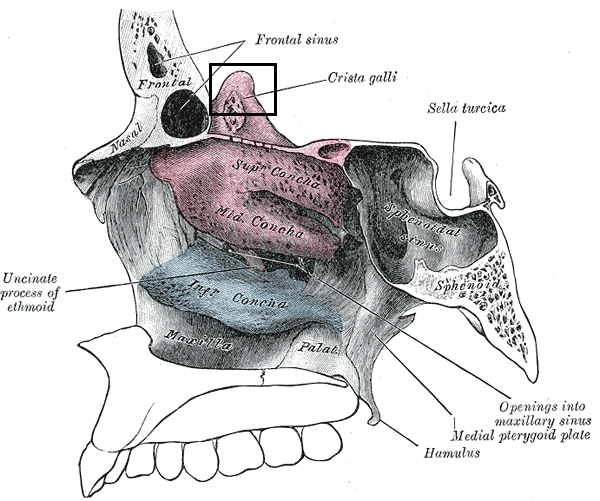
Az orrüreg (a fekete téglalap jelöli a crista gallit)

A crista galli (tarajszerű kiemelkedés a rostacsont (os ethmoidale) felső felszínén) a lamina cribrosa ossis ethmoidalis-on található. Ez az a pont ahol a falx cerebri rögzül a koponyához.